# Чёрненькая (приток Алтаты)
Чёрненькая — река в России, протекает по территории Дергачёвского района Саратовской области. Устье реки находится в 83 км по правому берегу реки Алтата. Длина реки — 18 км, площадь её водосборного бассейна — 207 км².

## Данные водного реестра
По данным государственного водного реестра России относится к Уральскому бассейновому округу, водохозяйственный участок реки — Большой Узень, речной подбассейн реки — подбассейн отсутствует. Речной бассейн реки — Бассейны рек Малый и Большой Узень (российская часть бассейнов).